# 吴江市第一人民医院
吴江市第一人民医院，是中国江苏省的一所医院，为三级乙等医院，位于吴山市松陵镇花园路1号。

## 规模
1995年10月18日，在吴县红十字医院基础上改建。1992年，吴江县人民医院改名为吴江县第一人民医院。同年5月4日，撤县建市，医院改名为吴江市第一人民医院。